# Renata Dąbkowska
Renata Dąbkowska (ur. 31 lipca 1972 w Żebrach-Laskowcu) – polska piosenkarka i prezenterka telewizyjna. Członkini Akademii Fonograficznej ZPAV.
W latach 1991–1996, a następnie od 2010 wokalistka zespołu Dystans. W latach 1996–1998 wokalistka zespołu Sixteen, z którym reprezentowała Polskę w finale 43. Konkursu Piosenki Eurowizji (1998). Również artystka solowa, wydała dwa albumy studyjne: Jedna na cały świat (1999) i Bo taka jest (2004).
Laureatka Nagrody Publiczności 36. Krajowego Festiwalu Piosenki Polskiej w Opolu.

## Młodość
Ma dwóch starszych braci, Wojciecha i Wiesława.

## Kariera muzyczna
Karierę artystyczną rozpoczęła w disco polowym zespole Dystans, do którego dołączyła w 1991, będąc w klasie maturalnej. Śpiewała w chórkach u Natalii Kukulskiej.
W 1996 została wokalistką zespołu Sixteen. W 1997 wydali pierwszy wspólny album studyjny pt. Lawa, który uzyskał status platynowej płyty i za który była nominowana do nagrody Fryderyka w kategorii Fonograficzny debiut roku. W 1998 wraz z zespołem reprezentowała Polskę w Konkursie Piosenki Eurowizji z piosenką „To takie proste”. W finale konkursu zajęli 17. miejsce. Miesiąc później, po śmierci Jarosława Pruszkowskiego, zakończyła współpracę z Sixteen.
Solowo wydała dwa albumy studyjne, Jedna na cały świat (1999) i Bo taka jest (2004). W 1999 za wykonanie piosenki „Czasami (zbiera się na burzę)” otrzymała Nagrodę Publiczności w koncercie Premiery na Krajowym Festiwalu Piosenki Polskiej w Opolu. Na festiwalu w Opolu pojawiła się także w 2004, zajęła 15. miejsce w koncercie Premiery, podczas którego wykonała piosenkę „Na grosze”. Uczestniczyła w nagraniu milenijnej piosenki nagranej dla telewizji Polsat.
Kilkukrotnie brała udział w trasie koncertowej Lato z Radiem organizowanej przez Polskie Radio. W 2010 reaktywowała zespół Dystans.

## Działalność pozamuzyczna
Prowadziła programy telewizji Polsat Miłość od pierwszego wejrzenia i Podryw kontrolowany.

## Życie prywatne
Była żoną gitarzysty i wokalisty Grzegorza Kloca, z którym rozwiodła się w czerwcu 1998. Ma z nim córkę Zuzannę.

## Dyskografia
| Rok  | Tytuł                                                                          |
| ---- | ------------------------------------------------------------------------------ |
| 1999 | Jedna na cały świat - Wydany: 17 maja 1999 - Wytwórnia: Universal Music Polska |
| 2004 | Bo taka jest - Wydany: 7 czerwca 2004 - Wytwórnia: Pomaton EMI                 |

| Rok  | Tytuł                           | Pozycja na liście |
| Rok  | Tytuł                           | WiR               |
| ---- | ------------------------------- | ----------------- |
| 1999 | „Jedna na cały świat”           | 2                 |
| 1999 | „Czasami (zbiera się na burzę)” | 5                 |
| 2004 | „Bo taka jest”                  | 10                |
| 2004 | „Tatatara”                      | 5                 |